# Dictyospermum ovatum
Dictyospermum ovatum är en himmelsblomsväxtart som beskrevs av Justus Carl Hasskarl. Dictyospermum ovatum ingår i släktet Dictyospermum och familjen himmelsblomsväxter. Inga underarter finns listade.